# Saul Amarel
Saul Amarel (* 1. Januar 1928 in Thessaloniki; † 18. Dezember 2002 in Princeton (New Jersey)) war ein israelisch-US-amerikanischer Informatiker, der sich mit Künstlicher Intelligenz (KI) befasste.
Er stammte aus einer Familie von Talmud-Gelehrten in Griechenland. Im Zweiten Weltkrieg war er im griechischen Widerstand und floh mit seiner Familie nach Gaza. Er kämpfte im israelischen Unabhängigkeitskrieg 1948 und studierte am Technion mit dem Bachelor-Abschluss als Ingenieur 1948. Nach Dienst in der Armee studierte er an der Columbia University Elektrotechnik mit dem Master-Abschluss 1953 und der Promotion 1955. Er leitete von 1958 bis 1969 die Forschungsgruppe in theoretischer Informatik an den RCA Sarnoff Labs. Damals befasste er sich mit Netzwerksynthese und Computersimulation. Er war ab 1969 Professor an der  Rutgers University, wo er die Informatik-Abteilung am Livingston College gründete und ihr bis 1984 vorstand. Von 1985 bis 1988 leitete er die Abteilung Informatik der DARPA. 1988 kehrte er als Turing Professor an die Rutgers University zurück und leitete ein mit 12,4 Millionen Dollar vom Verteidigungsministerium dotiertes Programm der Anwendung von KI auf den Entwurf von VLSI-Schaltkreisen, Schiffen, Spracherkennungssystemen, Flugzeugen und anderem.
Er galt mit einer Arbeit von 1968 als einer der Pioniere der KI. Darin behandelt er das klassische Rätsel der drei Missionare, die drei Kannibalen in einem Boot über den Fluss bringen sollen, ohne je einer Mehrheit der Kannibalen gegenüberzustehen (Kannibalen-Problem). Es ging weniger um die (bekannte) Lösung als um die Frage, wie ein Computer an das Problem herangehen sollte, der nicht einfach nur alle Fälle ausprobiert, sondern ähnliche Schlussweisen wie Menschen nutzt. Der Artikel stellte auch die Bedeutung von Wissensdarstellungen heraus. In den 1970er Jahren befasste er sich mit Expertensystemen und deren Anwendung in der Biomedizin (zum Beispiel für Diagnosen).
1977 gründete er das Labor für Computer Science Research an der Rutgers University, das Time-Sharing an der Universität einführte und ein früher Knoten des Arpanet war.
1983 stand er der IJCAI Konferenz in Karlsruhe vor. 1998 erhielt er den ACM-AAAI Allen Newell Award. 1994 wurde er Fellow des IEEE.

## Schriften
- On representations of problems of reasoning about actions, Machine Intelligence, Band 3, 1968, S. 131–171